# Mar de Copas (álbum)
Mar de Copas es el primer álbum de la banda de pop rock  peruana del mismo nombre. El disco fue lanzado en el año 1993 bajo la disquera ¡Eureka! Records. Fue relanzado en 1998 en una edición especial por la disquera de la banda MDC Producciones.

## Historia
Este fue el primer disco de la banda, la cual, aún no contaba con los integrantes finales. Durante la grabación en el bajo se encontraba Félix Torealva (quién se retiró meses después de que fuera lanzado el disco). Claudia Salem y Phoebe Condos recién se incorporaron en los coros en este periodo. Pero el último en ingresar fue Wicho García, quién se convertiría en la voz principal del grupo. Este primer disco fue grabado íntegramente en los estudios de Miki González, entre noviembre de 1992 y marzo de 1993, y contó con su apoyo en "Dulce y veloz" (amónica) y de Víctor "El gato" Villavicencio (teclados).

## Lista de canciones
| Lado A |                       |                         |          |  |
| N.º    | Título                | Escritor(es)            | Duración |  |
| 1.     | «Fugitivo»            | M. Barrios              | 4:43     |  |
| 2.     | «Devuelve un corazón» | M. Barrios              | 3:09     |  |
| 3.     | «Prisión»             | M. Barrios              | 4:42     |  |
| 4.     | «Faena»               | M. Barrios, T. Leverone | 4:38     |  |
| 5.     | «Mujer noche»         | M. Barrios, T. Leverone | 5:10     |  |
| 6.     | «Recompensa»          | M. Barrios, T. Leverone | 3:05     |  |

| Lado B |                    |                                              |          |  |
| N.º    | Título             | Escritor(es)                                 | Duración |  |
| 1.     | «Corazón de acero» | M. Barrios, T. Leverone                      | 6:31     |  |
| 2.     | «Dulce y veloz»    | M. Barrios, T. Leverone, P. Condos, C. Salem | 3:48     |  |
| 3.     | «Perfume barato»   | T. Leverone                                  | 3:33     |  |
| 4.     | «Una historia más» | M. Barrios, T. Leverone                      | 3:57     |  |
| 5.     | «Héroe del delito» | M. Barrios                                   | 4:01     |  |
| 6.     | «Canción»          | R. Quijano                                   | 4:15     |  |

| Reedición, 1998 |                                   |                         |          |  |
| N.º             | Título                            | Escritor(es)            | Duración |  |
| 13.             | «Mujer noche (Versión del video)» | M. Barrios, T. Leverone | 4:41     |  |
| 14.             | «Intermedio»                      | M. Barrios              | 3:46     |  |
| 15.             | «A tu corazón»                    | T. Leverone             | 3:46     |  |
| 16.             | «Prisión (Nueva versión)»         | M. Barrios              | 8:32     |  |

## Músicos
- Toto Leverone: Batería
- Félix Torrealba: Bajo
- José Manuel Barrios: Guitarra y voz
- Luis "Wicho" García: Voz
- Phoebe Condos: Coros
- Claudia Salem: Coros
- Victor Villavicencio: Teclados
- Miki González: Armónica